# ABEDON AND THE RINGSIDE
ABEDON AND THE RINGSIDE（アベドン・アンド・ザ・リングサイド）は、日本のロックバンド。

## 概要
日本のロックバンドUNICORNのメンバーであるABEDONを中心に活動するロックバンド。2014年9月17日ビルボードライブ東京にて行われたABEDONのソロライブにサポートとして参加したメンバーにより結成された。2015年、2016年にリリースされたABEDONソロ名義のアルバムのレコーディングやライブツアーを経て、2016年にABEDON AND THE RINGSIDE名義での初のライブツアーを開催。2022年にはABEDON AND THE RINGSIDE名義での初のアルバム「ROUND 2」をリリース。本作よりUNICORNと同様に、メンバー全員が作詞作曲、ヴォーカル及び様々な楽器を担当するようになる。

## メンバー
- ABEDON
- 八熊慎一
- 奥田民生
- 木内健
- 奥野真哉 - 2022年から在籍

## 旧メンバー
- 斎藤有太 - 2016年まで在籍

## ディスコグラフィ

### CDアルバム
1. ROUND 2（2022年11月23日）
2. ROUND 3（2023年9月13日）

### Blu-ray Disc
1. ABEDON AND THE RINGSIDE 2022 TOUR 「ROUND 2」180分一本勝負 最終戦（2023年3月29日）